# Fermentación

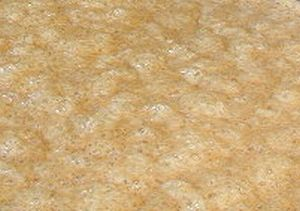
Fermentación industrial

Fermentación alcohólica.

La fermentación o metabolismo fermentativo es un proceso catabólico de oxidación incompleta, que no requiere oxígeno, y cuyo producto final es un compuesto orgánico. Es propio del metabolismo de muchos microorganismos y según los productos finales, existen diversos tipos de fermentación. La ciencia que estudia la fermentación es la cimología.

El vino es un mar de organismos. Merced a algunos vive, merced a otros se descompone.
Louis Pasteur.

Fue descubierta por Louis Pasteur, quien la describió como «la vie sans l'air» (la vida sin el aire). La fermentación típica es llevada a cabo por las levaduras. También algunos metazoos, protistas y diversos organismos procariotas son capaces de realizarla.
El proceso de fermentación es anaeróbico, es decir, se produce en ausencia de oxígeno; eso significa que el aceptor final de los electrones del NADH producido en la glucólisis no es el oxígeno, sino un compuesto orgánico que se reducirá para poder reoxidar el NADH a NAD+. El compuesto orgánico que se reduce (acetaldehído, piruvato...) es un derivado del sustrato que se ha oxidado anteriormente.
En los seres vivos, la fermentación es un proceso anaeróbico y en él no intervienen las mitocondrias ni la cadena respiratoria. El proceso de fermentación es característico de algunos microorganismos: algunas bacterias y levaduras. También se produce en la mayoría de las células de los animales (incluido el ser humano), excepto en las neuronas, que mueren rápidamente si no pueden realizar la respiración celular. Algunas células, como los eritrocitos, carecen de mitocondrias y se ven obligadas a fermentar; el tejido muscular de los animales realiza la fermentación láctica cuando el aporte de oxígeno a las células musculares no es suficiente para el metabolismo aerobio y la contracción muscular.
Desde el punto de vista energético, las fermentaciones son muy poco rentables si se comparan con la respiración aeróbica, ya que a partir de una molécula de glucosa solo se obtienen dos moléculas de trifosfato de adenosina (ATP), mientras que en la respiración aeróbica se producen de 36 a 38. Esto se debe a la oxidación del NADH que, en lugar de penetrar en la cadena respiratoria, cede sus electrones a compuestos orgánicos con poco poder oxidante.
En la industria la fermentación puede ser oxidativa, es decir, en presencia de oxígeno, pero es una oxidación aeróbica incompleta, como la producción de ácido acético a partir de etanol.

## Resumen bioquímico
La fermentación es un proceso metabólico que generalmente convierte los glúcidos en ácidos, en gases o en alcoholes para extraer de ellos una parte de la energía química mientras reoxida las coenzimas reducidas por estas reacciones. Es una vía metabólica de oxidorreducción en la que el aceptor último de electrones a menudo se confunde con el producto final de las reacciones. Se caracteriza por una degradación parcial de la sustancia fermentable y solo permite una producción de energía limitada. Tiene lugar en levaduras y bacterias , así como en células musculares que carecen de oxígeno, es decir, en condiciones anaeróbicas. Su caracterización en el siglo XIX contribuyó al descubrimiento de las enzimas. Louis Pasteur estimó así que los fermentos eran responsables de la fermentación alcohólica en la levadura.
Más precisamente, la fermentación es un modo de metabolismo energético que implementa un sistema de transferencia de electrones basado en pequeñas moléculas solubles del citosol —a menudo ácidos orgánicos o sus derivados— y no en una cadena respiratoria membranaria. Su producción de ATP a menudo tiene lugar por fosforilación a nivel de sustrato a diferencia de la fosforilación oxidativa , y es sensiblemente inferior que esta última. La producción de ATP por fermentación, por otro lado, es más rápida que por fosforilación oxidativa porque tiene lugar en el compartimento celular donde se consume el ATP, sin necesidad de pasar por una translocasa de ATP / ADP.
La primera etapa común a todos los modos de fermentación es la glucólisis, que convierte la glucosa en piruvato con fosforilación de dos moléculas de ADP en ATP y reducción de dos moléculas de NAD+ en NADH:

C
6H
12O
6 + 2 NAD+ + 2 ADP + 2 Pi → 2 ATP + 2 NADH + 4 H+ + 2 H
2O + 2 CH
3COCOO−

El ATP se utiliza en procesos celulares que requieren energía, como la biosíntesis, el transporte activo a través de membranas y la motilidad celular. Por el contrario, el NADH debe volver a oxidarse a NAD+ para permitir que continúe el metabolismo celular. La función principal de la fermentación es asegurar esta reoxidación, transfiriendo electrones del NADH a un receptor de electrones que luego se elimina de la célula. Durante la fermentación láctica, por ejemplo, el aceptor de electrones es el propio piruvato, que luego se reduce a lactato: esto es lo que sucede en los músculos durante un esfuerzo físico intenso, que supera las capacidades de oxigenación celular y hace que la glucólisis del citosol funcione mucho más rápido que la cadena respiratoria de las mitocondrias.

## Etimología
La palabra «fermiento» deriva del verbo latino fervere, que significa hervir. Fermentación provendría así del latín tardío fermentatio, -ōnis Se cree que se utilizó por primera vez a finales del siglo XIV en alquimia, pero solo en un sentido amplio. No se utilizó en el sentido científico moderno hasta alrededor de 1600.[cita requerida]

## Definiciones
A continuación se presentan algunas definiciones de fermentación. Van desde usos generales e informales hasta definiciones más científicas.
- Métodos de conservación de alimentos a través de microorganismos (uso general).
- Cualquier proceso microbiano a gran escala que ocurra con o sin aire (definición común utilizada en la industria).
- Cualquier proceso que produzca bebidas alcohólicas o productos lácteos ácidos (uso general).
- Cualquier proceso metabólico de liberación de energía que tiene lugar solo en condiciones anaeróbicas (algo científico).
- Cualquier proceso metabólico que libera energía de un azúcar u otra molécula orgánica, que no requiere oxígeno o un sistema de transporte de electrones, y utiliza una molécula orgánica como aceptor final de electrones (más científica).

## Historia del uso de la fermentación

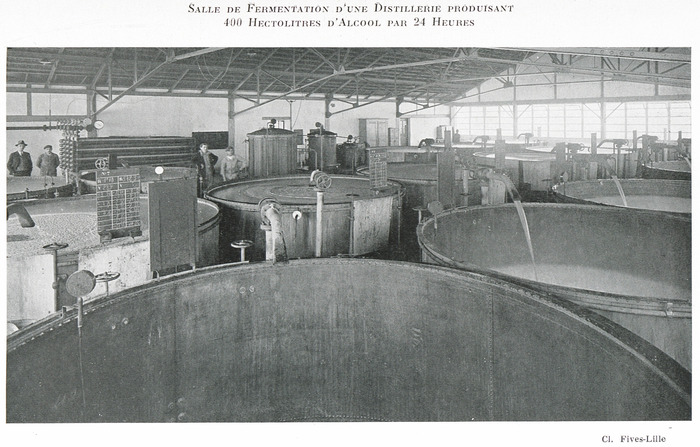
Sala de fermentación de una destilería, extraída de: el ron: su fabricación, su química.

La fermentación es un fenómeno natural que ocurre durante la descomposición de la materia orgánica y que los hombres pudieron experimentar al ver como los frutos fermentaban sin su intervención.
El uso consciente de la fermentación por los humanos se remonta al Paleolítico para la conservación de alimentos y al Neolítico para la producción de ciertas bebidas: se ha documentado que data del 7000 al 6600 a. C. en Jiahu, China, 5000 a. C. en India (el Ayurveda menciona muchos vinos medicinales), 6600 a. C. en Georgia, 3150 a. C. en el antiguo Egipto, 3000 a. C. en Babilonia, 2000 a. C. en el México prehispánico, y 1500 a. C. en Sudán. Los alimentos fermentados tienen un significado religioso en el judaísmo y el cristianismo. Se adoraba al dios báltico Rugutis como agente de la fermentación.

También se ha usado la fermentación para la desintoxicación de plantas silvestres o domesticadas (por ejemplo, la fermentación de la yuca por enrejado, la fermentación láctica de las coles silvestres para hacer chucrut, la fermentación de las leguminosas tóxicas como la soja, el miso, las semillas néré), el aumento de la biodisponibilidad de minerales (por ejemplo, la panificación de cereales ricos en fitatos desmineralizantes —cebada, mijo, almidón, engrain, espelta, trigo— gracias a la fitasa de las levaduras que eliminan estos fitatos durante la fermentación), la producción de productos lácteos cuya fermentación elimina la lactosa tóxica de la leche (típicamente los quesos que la eliminan en el lactosuero y por la fermentación láctica en la cuajada mal tolerada por las poblaciones adultas de la época o cuya lactasa en fermentos conserva su actividad (característica de los yogures). La fermentación permite así a los hombres del Neolítico adaptarse a la transición nutricional debida a los nuevos recursos alimenticios introducidos por la agricultura y la ganadería, una transición marcada por la generalización del consumo de cereales y leguminosas cultivadas, y por la aparición del consumo de productos lácteos fermentados.
El enlatado desarrollado en el siglo XIX terminó con las técnicas tradicionales de conservación de carnes como el salado, el ahumado, sino también ablandar sistemático de la carne de venado.
Al principio del siglo XXI hay más de 5000 alimentos en el mundo que la tradición debe a la fermentación (bebidas alcohólicas o no, productos lácteos , productos cárnicos, como el salchichón, o vegetales tales como el chucrut).

### Comprensión científica
En 1837, Charles Cagniard de la Tour, Theodor Schwann y Friedrich Traugott Kützing publicaron de forma independiente artículos que concluían, como resultado de sus investigaciones microscópicas, que la levadura era un organismo vivo que se reproducía por gemación.: 6  Schwann hervía jugo de uva para matar la levadura y descubrió que no se producía ninguna fermentación hasta que se agregaba nueva levadura. Sin embargo, muchos químicos, incluido Antoine Lavoisier, continuaron viendo la fermentación como una simple reacción química y rechazaron la noción de que los organismos vivos pudieran estar involucrados. Esto era visto como una reversión al vitalismo y fue satirizado en una publicación anónima de Justus von Liebig y Friedrich Wöhler.: 108–109 
El punto de inflexión se produjo cuando Louis Pasteur (1822-1895), durante las décadas de 1850 y 1860, repitió los experimentos de Schwann y mostró que la fermentación era iniciada por organismos vivos en una serie de investigaciones.: 6  En 1857, Pasteur mostró que la fermentación del ácido láctico era causada por organismos vivos. En 1860, demostró cómo las bacterias provocan el amargamiento de la leche, un proceso que antes se pensaba que era simplemente un cambio químico. Su trabajo en la identificación del papel de los microorganismos en el deterioro de los alimentos condujo al proceso de pasteurización.

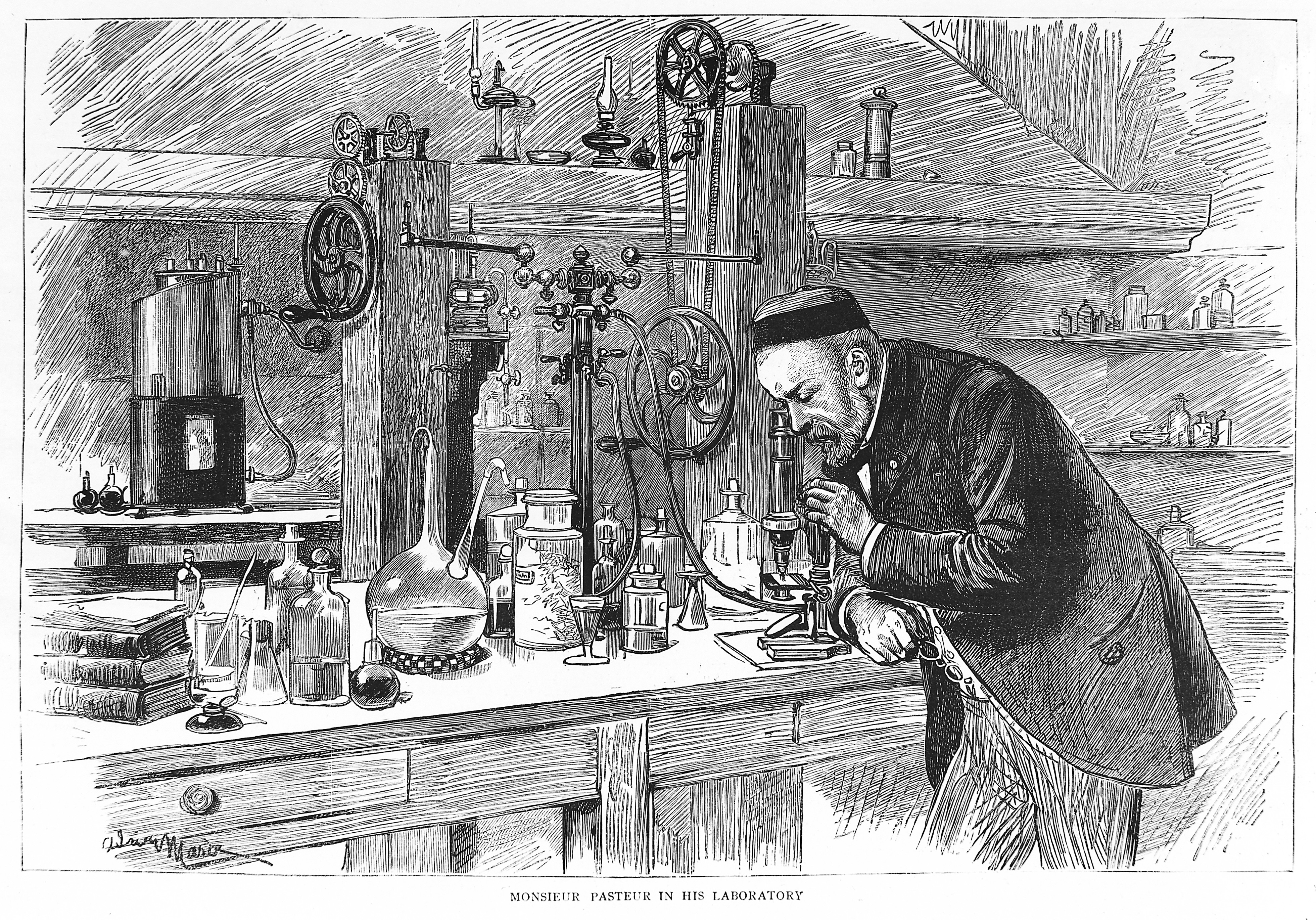
Louis Pasteur en su laboratorio

En 1877, trabajando para mejorar la industria cervecera francesa, Pasteur publicó su famoso artículo sobre fermentación, «Etudes sur la Bière», que fue traducido al inglés en 1879 como «Studies on fermentation». Definió la fermentación (incorrectamente) como «Vida sin aire», sin embargo, mostró correctamente cómo tipos específicos de microorganismos causaban tipos de fermentaciones y productos finales específicos.[cita requerida]
Aunque mostrar que la fermentación era el resultado de la acción de microorganismos vivos fue un gran avance, eso no explicaba la naturaleza básica de la fermentación; ni tampoco demostrar que era causado por microorganismos que parecían estar siempre presentes. Muchos científicos, incluido Pasteur, habían intentado sin éxito extraer la enzima de fermentación de la levadura.
El éxito llegó en 1897 cuando el químico alemán Eduard Buchner molió la levadura, extrajo un jugo de ella y luego descubrió para su asombro que ese líquido «muerto» podía fermentar una solución de azúcar, formando dióxido de carbono y alcohol, muy parecido a lo que hacían las levaduras vivas.
Se considera que los resultados de Buechner marcaron el nacimiento de la bioquímica. Los «fermentos desorganizados» se comportaban igual que los organizados. A partir de ese momento, el término enzima pasó a aplicarse a todos los fermentos. Fue entonces cuando se entendió que la fermentación era causada por enzimas producidas por microorganismos. En 1907, Buechner ganó el Premio Nobel de Química por su trabajo.
Los avances en microbiología y tecnología de fermentación han continuado de manera constante hasta el presente. Por ejemplo, en la década de 1930, se descubrió que los microorganismos podían mutarse con tratamientos físicos y químicos para que tuvieran un mayor rendimiento, crecieran más rápido, toleraran menos oxígeno y pudieran usar un medio más concentrado. También se desarrollaron la selección de cepas y a hibridación, que afectó a la mayoría de las fermentaciones alimentarias modernas.[cita requerida]

## Tipos de fermentación
Son varios los tipos de fermentación, atendiendo a cual sea el aspecto considerado. La más sencilla es la que distingue la fermentación natural, cuando las condiciones ambientales permiten la interacción de los microorganismos y los sustratos orgánicos susceptibles, y la artificial, cuando el ser humano propicia condiciones y el contacto referido.
También se clasifican según la naturaleza de los productos de las reacciones de fermentación, siendo las más conocidas las cuatro que comienzan a partir del piruvato: la alcohólica, la láctica, la butírica y la acética.
Otros tipos de fermentación son las siguientes:
- fermentación butírica II
- fermentación butanodiólica, una variante de la fermentación láctica, llevada a cabo por enterobacterias que liberan dióxido de carbono y generan butanodiol, un alcohol incoloro y viscoso.[31]
- fermentación productora de caproato
- fermentación hidrogénica
- fermentación kójica
- fermentación maloláctica
- fermentación propiónica.[32]

También puede tratarse de procesos complejos o combinados, como en los siguientes casos:
- fermentación ABE (aceto-butílica-etílica)
- fermentación ácido mixta, que afecta principalmente a las enterobacterias, es decir, a las bacterias del tubo digestivo.
- fermentación de gas de síntesis

## Descripción bioquímica

### Fermentación alcohólica
La fermentación alcohólica se lleva a cabo en particular por las levaduras y convierte los glúcidos como la glucosa, la fructosa y la sacarosa —disacárido formado de los dos precedentes— en etanol CH
3CH
2OH y dióxido de carbono CO
2 con producción de una pequeña cantidad de energía metabólica en forma de ATP.

Conversión del piruvato en etanol.

Durante la formación del etanol (reacción 2 a continuación), el piruvato CH
3COCOO– resultante de la glucólisis (reacción 1) primero se descarboxila a acetaldehído CH
3CHO con liberación de una molécula de dióxido de carbono CO
2, luego se [reduce en etanol CH
3CH
2OH por el alcohol deshidrogenasa con oxidación de una molécula de NADH en NAD+:

(1)C
6H
12O
6 + 2 NAD+ + 2 ADP + 2 Pi → 2 ATP + 2 NADH + 4 H+ + 2 H
2O + 2 CH
3COCOO−

(2)CH
3COCOO– + NADH + 2 H+ → NAD+ + CH
3CH
2OH + CO
2

(1+2)C
6H
12O
6 + 2 ADP + 2 Pi → 2 ATP + 2 H
2O + 2 CH
3CH
2OH + 2 CO
2

### Fermentación láctica

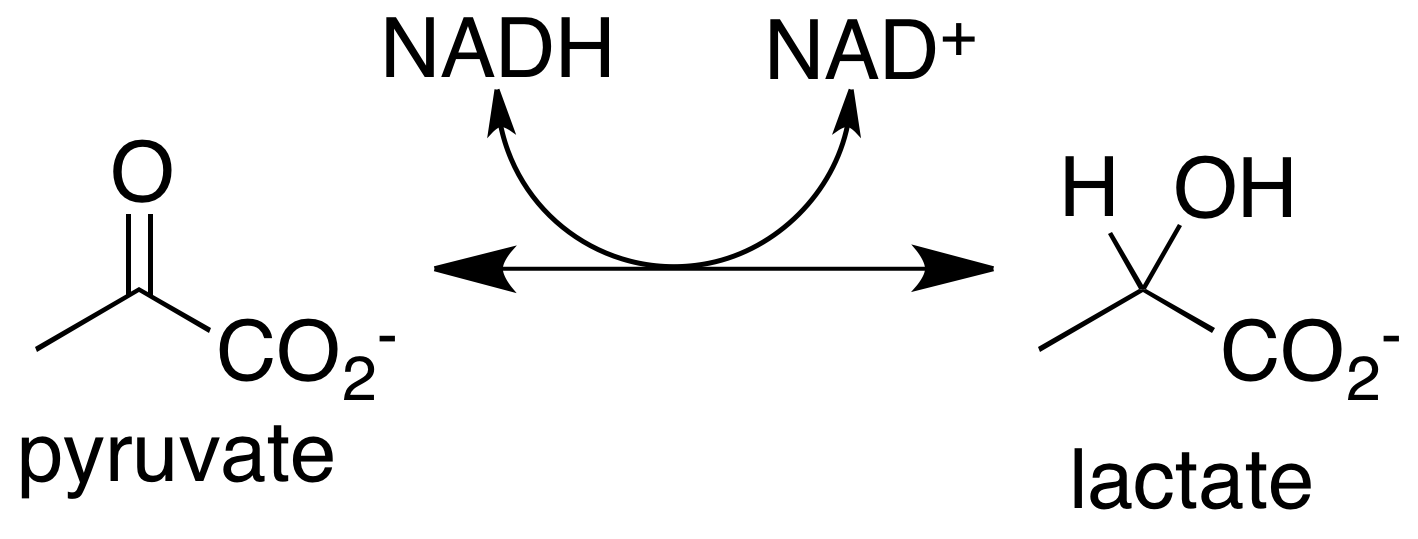
Conversión del piruvato en lactato.

La fermentación láctica es una vía metabólica, producida por determinadas bacterias y algunas células animales, que convierten glúcidos como la glucosa, otras hexosas y disacáridos formados por hexosas en lactato CH
3CHOHCOO– con producción de una pequeña cantidad de energía metabólica en forma de ATP.
Durante la formación del lactato (reacción 2 a continuación), el piruvato CH
3COCOO– resultante de la glucólisis (reacción 1) se reduce en lactato por la lactato deshidrogenasa con oxidación de una molécula de NADH en NAD+:

(1)C
6H
12O
6 + 2 NAD+ + 2 ADP + 2 Pi → 2 ATP + 2 NADH + 4 H+ + 2 H
2O + 2 CH
3COCOO−

(2)CH
3COCOO– + NADH + H+ → NAD+ + CH
3CHOHCOO–

(1+2)C
6H
12O
6 + 2 ADP + 2 Pi → 2 ATP + 2 CH
3CHOHCOO– + 2 H+ + 2 H
2O

A título de comparación, en presencia de dioxígeno, la respiración produce hasta 36-38 moles de ATP a partir de un mol de glucosa, que es aproximadamente 18-19 veces más que la fermentación. Moviliza un aparato enzimático más complejo (ver ciclo de Krebs y cadena respiratoria). En términos evolutivos, la fermentación se ve favorecida siempre que existan grandes cantidades de azúcar y poco oxígeno, lo que corresponde a las condiciones de vida antes de la aparición del oxígeno en la atmósfera terrestre. Tan pronto como el azúcar escasea y/o el oxígeno se vuelve abundante, como comenzó hace unos dos mil millones de años y terminó hace unos 250 millones de años, se produce la respiración y los organismos, especialistas capaces de implementarlo. Nótese que las mitocondrias, lugar de la respiración celular, son orgánulos descendientes de α-proteobacterias.

### Fermentación maloláctica
Es realizada por bacterias. Permite estabilizar los vinos para la crianza.
La ecuación química correspondiente es la siguiente (transformación del ácido málico en ácido láctico):

HOOCCH
2CHOHCOOH → CH
3CHOHCOOH + CO
2

### Fermentación acética o acetificación

#### Principio de fermentación acética o de acetificación
La «fermentación acética» (impropia) o acetificación es una reacción redox de glúcidos, alcoholes primarios, polioles o aldehídos en ácido acético resultante de bacterias acéticas.
La ecuación química para la fermetación del etanol es:

CH
3CH
2OH + O
2 → CH
3COOH + H
2O + 348 kJ

#### Proceso de acescencia
En una solución acuosa de etanol (como una bebida alcohólica) o de glúcidos no fermentados (como un mosto), la fermentación acética producida por bacterias acéticas contribuye a la acidez volátil, particularmente en aquellas que resultan directamente de una fermentación alcohólica en la que quedan glúcidos: vino, cerveza, sake, sidra, perada, hidromiel...
Más allá de una tasa crítica de acidez volátil, la acetificación está en el origen de una acescencia, una colonia de bacterias acéticas (principalmente de los géneros Acetobacter aceti, Gluconoacetobacter europaeus, Gluconobacter oxydans y Acetobacter orleanensis) se organizan en una biopelícula durante este proceso: la madre del vinagre. Además, Gluconobacter oxydans puede producir polisacáridos (glucano, lavanda...) durante la maduración, volviendo así el medio sea viscoso.
Más allá de un nivel crítico específico de ácido acético en la acidez volátil, una solución acuosa de etanol puede sufrir picaduras acéticas por esterificación a partir del ácido acético y del etanol produciendo acetato de etilo.
Dado que el catabolismo oxidativo de las bacterias acéticas es de tipo aeróbico, la fermentación acética no califica una fermentación en sentido estricto, su respiración celular surge de una cadena respiratoria membranaria.

## Roles fisiológicos

### Fermentación alcohólica
La fermentación alcohólica o fermentación etílica es realizada por muchos organismos vivos (bacterias, levaduras) de forma permanente u ocasional en ambientes desprovistos de oxígeno. La propiedad de ciertas levaduras de transformar el azúcar en etanol es utilizada por el hombre en la elaboración de bebidas alcohólicas (y no bebidas alcoholizadas, como se puede leer incorrectamente en la prensa o escuchar, porque la alcoholización se produce de forma espontánea y no mediante la adición de etanol/alcohol) y para la fabricación del pan. La temperatura ideal para la fermentación es de 35 °C a 40 °C.
Las bebidas alcohólicas se obtienen por fermentación natural de soluciones azucaradas (mostos). Se trata de una reacción química natural (bioquímica) obtenida gracias a los microorganismos (bacterias, mohos, hongos) y levaduras que, gracias a su enzima, la zimasa, descomponen los jugos de las frutas naturales en etanol y en burbujas de dióxido de carbono.
Las levaduras están presentes de forma natural en la superficie de las frutas o se agregan a los mostos (jugo de frutas) que se fermentan. Concretamente, para desencadenar el proceso de fermentación, lo único que hay que hacer es dejar la fruta en contacto con el aire, cuidando de triturar las membranas de protección biológica (piel, etc.), lo que se hace machacando o triturando la fruta. Las levaduras en suspensión en el aire son más que suficientes para producir la fermentación de la papilla en unos días.
También se pueden agregar levaduras para acelerar este proceso natural, como la levadura de cerveza (o la del pan) también, manteniendo la temperatura en torno a los 37 °C, la fermentación se produce en aproximadamente una hora.
Este fenómeno ha sido conocido científicamente a partir del trabajo de los químicos Jean-Antoine Chaptal (siguiendo el trabajo de François Rozier y de Antoine Lavoisier), Gay-Lussac (1817), Pasteur (1866) y Buchner (1897) quienes demostraron la naturaleza enzimática de la transformación del azúcar en etanol. Su conocimiento se relaciona con la química, enzimología y microbiología.

### Fermentación láctica

#### Fermentación de la lactosa
La fermentación láctica es muy utilizada en quesería. Los yogures se obtienen a partir de leche hervida, luego enfriada e inoculada con una cepa definida de bacterias, por ejemplo L. Bulgaricus (Lactobacillus delbrueckii subsp. bulgaricus), e incubadas según el proceso de fermentación y el producto a fermentar.

#### Fermentación del repollo en chucrut
La fabricación del chucrut se produce por fermentación láctica en presencia de 2 a 3 % de cloruro de sodio. El proceso se detiene cuando el contenido de ácido láctico alcanza aproximadamente el 1,5%.

#### Ensilaje (agricultura)
La fermentación láctica se ve favorecida durante el ensilaje de productos agrícolas, porque la acidez producida impide el desarrollo de otros microorganismos que pueden provocar la putrefacción de los productos ensilados.

#### Fermentación por la flora intestinal
La presencia de fermentos lácticos en la flora intestinal es muy favorable para un buen funcionamiento del intestino.[cita requerida]

#### Contracción muscular y fermentación láctica
Finalmente, durante los procesos anaeróbicos que presiden la contracción muscular, el glucógeno, que es un polímero glicosilado, libera glucosa gracias a una enzima, el glucógeno fosforilasa, la glucosa luego se une a la glucólisis y forma dos equivalentes del piruvato. Estos luego se convierten en ácido láctico por una lactato deshidrogenasa, que posteriormente se oxida durante los procesos aeróbicos. La fermentación láctica es una reacción química que puede tener lugar cuando se produce una privación de oxígeno en las células musculares: los músculos tienen necesidad de una gran cantidad de energía durante la actividad física, y consumen una gran cantidad de azúcar y sobre todo, de oxígeno. La glucosa y el oxígeno necesarios para la reacción de respiración celular se almacenan en la célula y el torrente sanguíneo los renueva. La cantidad de oxígeno aportada puede no ser suficiente, ya sea en caso de un esfuerzo corto e intenso (teniendo en cuenta el tiempo entre el flujo de descanso y el flujo en pleno esfuerzo), o incluso cuando ya se alcanza el flujo máximo de oxígeno (durante el sprint final), mientras que el azúcar permanece disponible; las células musculares realizan entonces la fermentación láctica para producir energía.
El aumento de la concentración de iones lactatos en las células musculares es una de las razones de la fatiga después de una actividad intensa. De hecho, esos iones lactatos cambian el pH intracelular y modifican de hecho las condiciones de funcionamiento enzimáticos de la célula que ya no puede funcionar correctamente.
No obstante, investigaciones recientes sugieren que el aumento de iones K+ podría ser el culpable, mientras que el exceso de lactato (forma ionizada de ácido láctico) resulta en un aumento del rendimiento muscular[cita requerida]. El exceso de lactato es «reciclado» en piruvato por las células hepáticas.

### Fermentación acética en vinagrería
Algunas especies de bacterias acéticas forman colonias que aintervienen en la vinagrería en la acescencia de soluciones acuosas que contienen alcohol etílico. Se organizan en una biopelícula llamada madre del vinagre, en presencia de aire en un recipiente no ouillé (acción de sustituir el vino evaporado en barrica por un vino del mismo origen).
También colonias de bacterias acéticas muy tolerantes al etanol y al ácido acético están implicadas en la acescencia de una solución acuosa de alcohol etílico resultante de la fermentación alcohólica de un mosto: melaza para vinagre de alcohol, mosto de uva para el de vino, malta para el de cerveza, mosto de manzanas por el de sidra, mosto de peras para el de perada, mosto de miel para el de hidromiel, mosto de arroz para el vinagre de arroz, mosto de plátano Cavendish para el de cerveza de plátano...
Las especies de bacterias acéticas implicadas en el proceso de acescencia en el vinagre del vino son principalmente: Acetobacter aceti, Gluconobacter oxydans, Acetobacter orleanensis, Acetobacter œni y Gluconoacetobacter europaeus cuya tolerancia al etanol y al ácido acético es la más alta. Depositada sobre una superficie de 1 m², una colonia de esta última constituye una biopelícula de 0,5 g/m2 (en estado seco) en 24 horas a 20 °C. En 48 horas, una única bacteria produce su propio peso de ácido acético, siempre que tenga una gran cantidad de oxígeno o un aceptor de hidrógeno (en particular, azul de metileno). Su cultivo racionalizado permite acelerar el proceso de acescencia que antes requería al menos tres semanas.
Gluconoacetobacter kombuchae, Acetobacter aceti, Gluconobacter oxydans y Gluconoacetobacter xylinum pueden desarrollarse en simbiosis con ciertas levaduras (schizosaccharomyces pombe, Brettanomyces bruxellensis, Torulaspora delbrueckii…) en algunas bebidas similares al vinagre, especialmente en la kombucha que es una bebida ácida que ha experimentado una fermentación acética...
El Acetobacter pomorum interviene principalmente en la elaboración de vinagres de sidra y de peradas, el Acetobacter lambici en el vinagre de cerveza, el Acetobacter papayae en aquellos vinagres de frutas tropicales cuyo mosto sufrió una fermentación alcohólica: vinagre de piña, de plátano Cavendish, de maracuyá, de guanábana, de papaya , de mango...

## Procesos de fermentación

### Vinificación

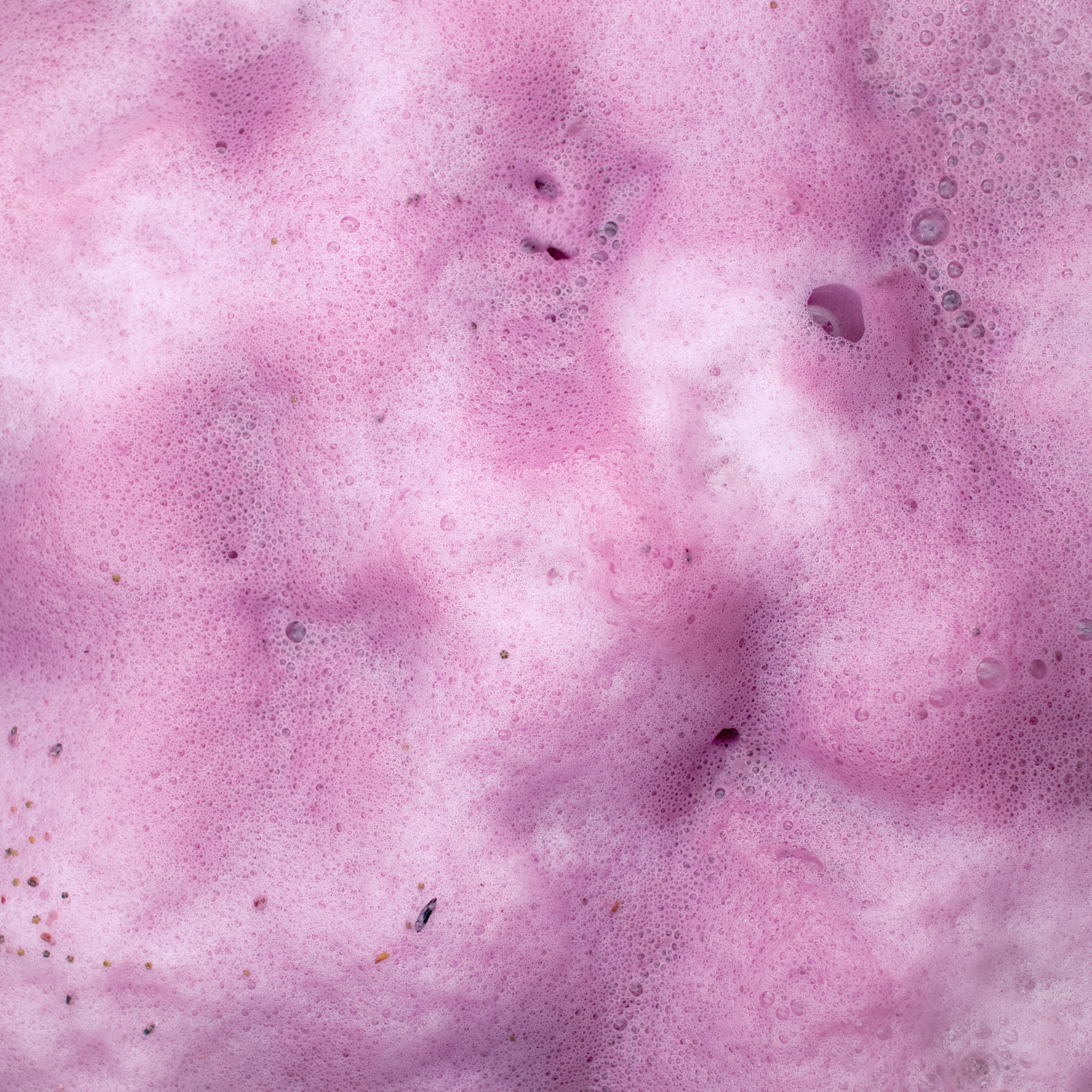
Fermentación de un vino rosado

En la elaboración del vino, son las levaduras que se encuentran de forma natural en la floración las que tras el prensado (vinos blanco y rosados) o durante la fermentación (vinos tintos) transformarán en alcohol el azúcar presente en las bayas de la uva.
En enología, los principales objetivos de la fermentación alcohólica del mosto de uva en vino son los siguientes:
- asegurar la fermentación completa y rápida de los azúcares;
- evitar la producción de acidez volátil durante la fermentación;
- evitar la producción de compuestos sulfurados con olores desagradables durante la fermentación;
- lograr el objetivo aromático y gustativo.

Estas etapas pueden ser favorecidas mediante la adición de una levadura seleccionada por sus características fermentarias.
La realización de la fermentación alcohólica de un mosto de uva requiere controlar los factores que afectan directamente a la vida y supervivencia de una población de levaduras.

### Fermentación de la cerveza
La fermentación es una de las etapas en la elaboración de la cerveza. Este paso consiste en inocular el mosto con una determinada cantidad de levadura para que esas levaduras conviertan los azúcares presentes en alcohol y CO
2. Hay cuatro tipos de fermentación: baja, alta, espontánea y mixta.

### Faisandage
La maduración de la carne de venado se debe a la fermentación bacteriana de su contenido intestinal, las proteasas de las bacterias que desorganizan los músculos y los tendones robustos (proceso de proteólisis) desarrollados por la vida salvaje de la caza.

### Metanización
En el campo del tratamiento de residuos orgánicos y de la producción de energía renovable, la metanización (digestión anaeróbica) permite transformar la materia orgánica (contaminación orgánica, estiércol, residuos domésticos fermentables) en biogás. Consiste principalmente en cuatro fases:
- hidrólisis de polímeros de azúcares, proteínas o lípidos en monómeros;
- acidogénesis que permite la transformación de esos monómeros en ácidos grasos volátiles;
- acetogénesis que produce el acetato;
- metanogénesis para la producción de metano y CO
2.

## Aplicaciones
El beneficio industrial primario de la fermentación es la conversión del mosto en vino, de la cebada en cerveza y de los carbohidratos en dióxido de carbono para hacer pan. Otros usos de la fermentación son la producción de suplementos como la cianocobalamina, etc.
De acuerdo con Steinkraus (1995), la fermentación de los alimentos sirve a 5 propósitos generales:
- Enriquecimiento de la dieta a través del desarrollo de una diversidad de sabores, aromas y texturas en los substratos de los alimentos.
- Preservación de cantidades substanciales de alimentos a través de ácido láctico, etanol, ácido acético y fermentaciones alcalinas.
- Enriquecimiento de sustratos alimenticios con proteína, aminoácidos, ácidos grasos esenciales y vitaminas.
- Detoxificación durante el proceso de fermentación alimenticia.
- Disminución de los tiempos de cocinado y de los requerimientos de combustible.

La fermentación tiene algunos usos exclusivos para los alimentos. Puede producir nutrientes importantes o eliminar antinutrientes. Los alimentos pueden preservarse por fermentación, la fermentación hace uso de energía de los alimentos y puede crear condiciones inadecuadas para
organismos indeseables. Por ejemplo, avinagrando el ácido producido por la bacteria dominante, inhibe el crecimiento de todos los otros microorganismos. También por fermentación de la leche se obtiene el yogur y el kéfir.
De acuerdo al tipo de fermentación, algunos productos (ej. alcohol fusel) pueden ser dañinos para la salud. En alquimia, la fermentación es a menudo lo mismo que putrefacción, significando permitir el pudrimiento o la descomposición natural de la sustancia.